# Suchotskoje
Suchotskoje (ros. Сухотское) – wieś w Rosji, w Osetii Północnej, w rejonie mozdockim. W 2010 liczyła 785 mieszkańców.